# Akacieparken (Valby)
Akacieparken er et boligområde i Valby. Afdelingen består 394 almennyttige familieboliger; 30 to-, 240 tre-, 92 fire- og 2 fem-værelseslejligheder, samt 30 2-værelses ældreboliger. Der bor i alt 1.298 beboere i Akacieparken.  
Bebyggelsen består af både rækkehuse og etagehuse. Der er haver til rækkehusene og altaner eller opholdsterrasser i etageejendommene. Bebyggelsen administreres af Lejerbo.
Akacieparken blev bygget i 1995 på et gammelt remiseområde. Akacieparken ligger ved Valby Langgade, tæt på Langgade Station.
I Akacieparken er der lektiecaféer og sociale tilbud.
Indtil 2008 var afdelingen karakteriseret som udsat boligområde.